# David Bryant (Pianist)
David Bryant (* 1983 in Brooklyn, New York City) ist ein US-amerikanischer Jazzmusiker (Piano) des Modern Jazz.

## Leben und Wirken
Bryant stammt aus einer musikalischen Familie und begann mit vier Jahren Piano zu spielen. Mit acht nahm er an ersten Wettbewerben im Bereich der klassischen Musik teil, so am Queens College Festival of Music Competition. Er lernte außerdem Cello und Trompete, trat mit Jugend-Sinfonie- und Kammermusik-Programmen auf. Er besuchte die LaGuardia High School of Music and Arts, wo er sich bald für die Jazzmusik zu interessieren begann. In der LaGuardia spielte er in der Senior Jazz Band und in der All-City Jazz Band. Als Outstanding Soloist wurde er beim Wettbewerb Essentially Ellington im Lincoln Center ausgezeichnet; es folgte eine Einladung zum Monterey Jazz Festival. In seinem Senior-Jahr wurde er in der All-American Jazz Big Band der Grammy Foundation aufgenommen. 2001 erhielt er ein Stipendium zum Studium am New England Conservatory. In dieser Zeit spielte er im Boston Jazz Reparatory Orchestra (BJRO), trat im Wally’s Jazz Café und in der Jordan Hall auf. Nach seinem Abschluss 2005 in Jazz Performance zog er nach New York.
In den folgenden Jahren arbeitete er mit Musikern wie Marcus Strickland, Steve Davis, Jen Shyu, Eric McPherson, Abraham Burton, ferner mit Christian McBride, Ravi Coltrane, Roy Haynes, Dave Holland, Wynton Marsalis, Delfeayo Marsalis, Louis Hayes, Steve Coleman, Kenny Wheeler, Bob Brookmeyer und Jimmy Heath. Im Bereich des Jazz war er zwischen 2006 und 2012 an 13 Aufnahmesessions beteiligt.
Er ist nicht mit dem gleichnamigen Pianisten und Keyboarder zu verwechseln, der in den 1980er-Jahren mit Ornette Coleman arbeitete.